# イヴァン・ジュリアン
イヴァン・ジュリアン（Ivan Jullien、1934年10月27日 - 2015年1月3日）は、フランスのジャズ・トランペット奏者。
ジュリアンはキャリアの初期にクロード・ボリングやジャック・ダンジャンと共演し、1966年から1967年にかけてパリ・ジャズ・オールスターズのバンドリーダーを務めた。彼はリーダーとしてレコーディングを行い、またレスター・ボウイ、エルトン・ジョン、メイナード・ファーガソン、ベン・ウェブスターのサイドマンとしても活動した。1980年代には、スタジオ・ブリュッセルのCIMビッグバンドの編曲家となった。